# Vaughn Bean
Vaughn Bean (* 3. September 1974) ist ein ehemaliger Profiboxer in der Gewichtsklasse Schwergewicht.
Er begann seine Profikarriere im Oktober 1992 im Alter von 18 Jahren. Der für einen Schwergewichtler kleine Bean boxte zunächst fast ausschließlich Gegner mit einer negativen Kampfbilanz. Im März 1997 war er dennoch Pflichtherausforderer bei einem Titelkampf gegen IBF-Weltmeister Michael Moorer. Er verlor nur überraschend knapp nach Punkten. Nach einigen weiteren Siegen gegen durchschnittliche Aufbaugegner durfte er im September 1998 den WBA- und IBF-Champion Evander Holyfield, der Moorer im Vereinigungskampf besiegt hatte, herausfordern. Er verlor diesen Kampf deutlich nach Punkten und ging in der 10. Runde zu Boden, hielt sich aber erneut besser als von den meisten Journalisten erwartet. Abermals boxte er anschließend nur gegen durchschnittliche Gegner. Am 8. Februar 2002 erlitt er dann gegen Vitali Klitschko die erste vorzeitige Niederlage seiner Laufbahn, er verlor durch Technischen Knockout (TKO) in Runde 11.
Es folgten Punktniederlagen gegen Tony Thompson und Yanqui Diaz 2004 und 2005 umstritten gegen Alexander Dimitrenko; seit diesem Kampf ist er inaktiv.